# 高成炫

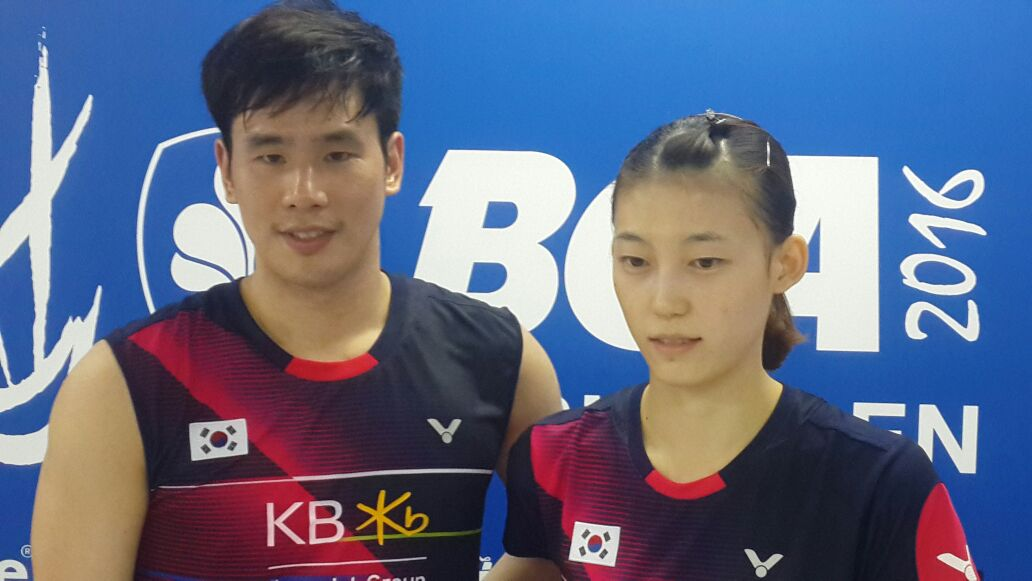
高成炫（左）與他的混雙搭檔金荷娜（2016年6月）。

高成炫（：／ Ko Sung Hyun，1987年5月21日—），韓国男子羽毛球运动员，主攻雙打項目。

## 簡歷

### 2007年-2008年 國際賽及大奖赛首冠
2007年11月，高成炫与權利九出战越南羽毛球大獎賽，在男双决赛以2比0（21-17、21-12）击败了同胞的曹建雨/Kang Myeong Won，赢得国际赛男双冠军，亦是他赢得首个大獎賽男双冠军。
2008年4月，高成炫分别与權利九以及金旼貞出战大阪羽毛球國際挑戰賽，在男双决赛以2比0（21-11、21-16）击败了东道主的川口馨士/川前直樹，赢得国际赛男双冠军，亦是他首个國際挑戰賽男双冠军；而混双準决赛则是以0比2（26-28、10-21）不敌日本的平田典靖/松尾靜香。同年6月，他与權利九出战印尼羽毛球超級賽，在男双準决赛以0比2（13-21、18-21）不敌赛会8号种子、马来西亚的查基利阿都拉迪夫/法鲁兹祖安。

### 2009年 全英赛及亚锦赛夺亚
2009年3月，高成炫与河貞恩出战全英羽毛球超級賽，在混双决赛激战三局以1比2（21-13、15-21、9-21）不敌赛会3号种子、中国的何汉斌/于洋。同年4月，他代表韩国参加本国举办的亞洲羽毛球錦標賽，他和柳延星被列为赛会8号种子征战男双；在半準決賽以2比0（21-17、21-12）击败了队友的曹建雨/金基正；在準決賽激战三局以2比1（19-21、21-15、21-16）拿下同胞的黄智万/韓相訓；在决赛以0比2（18-21、24-26）不敌赛会头号种子、奥运冠军的马尔基斯·基多/亨德拉·塞蒂亚万，赢得亚锦赛男双亚军。

### 2010年 黃金大獎賽及超级赛首冠
2010年3月，高成炫与柳延星出战瑞士羽毛球超級賽，在男双决赛以2比0（21-18、21-16）击败了赛会头号种子、马来西亚强档的古健傑/陳文宏，赢得国际赛男双冠军，亦是他首个超級賽男双冠军。同年6月，他与柳延星出战新加坡羽毛球超級賽，在男双準决赛以0比2（19-21、18-21）不敌赛会8号种子、美国强档的白国豪/吴俊明。同期6月，他与河貞恩出战印尼羽毛球超級賽，在混双準决赛以1比2（21-19、13-21、17-21）不敌跨国组合的（印尼：亨德拉·塞蒂亚万/俄罗斯：安娜斯塔西亚·鲁斯基赫）。同年7月，他与柳延星出战澳門羽毛球黃金大獎賽，在男双决赛以2比0（21-17、21-15）击败了赛会3号种子、印尼强档的阿尔文特·尤利安托·钱德拉/亨德拉·阿普利达·古纳万，赢得国际赛男双冠军，亦是他首个黃金大獎賽男双冠军。同年8月，他代表韩国参加法国巴黎举办的世界羽毛球錦標賽，他出战混合双打項目。他與河貞恩以赛会12号种子在首圈直落两局以2比0（21-11、21-16）击败了瑞士的安东尼·迪马尔特雷/萨布丽娜·贾奎特；在第二轮以2比0（21-16、21-16）横扫日本的橋本博且/藤井瑞希；在第三轮激战三局以2比1（21-13、13-21、21-19）击败了赛会5号种子、丹麦强档的约金·费舍尔·尼尔森/克里斯汀娜·彼德森；在八强中，表现出色以2比0（21-16、21-19）拿下赛会9号种子、印度强档的瓦利亚维蒂尔·迪柱/瓦拉·古塔；在四强中大战三局以1比2（21-15、11-21、16-21）不敌赛会8号种子、中国的郑波/马晋，同时与中華台北的李胜木/简毓瑾并列季军。同年9月，他与柳延星出战中國羽毛球大師賽，在男双决赛以0比2（14-21、19-21）不敌赛会5号种子、中国的蔡赟/傅海峰。同年11月，他代表韩国参加中国廣州举办的亞洲運動會羽毛球比賽，助韩国队赢得男子團體银牌。同期11月，他与柳延星出战中國羽毛球超級賽，在男双準决赛以1比2（19-21、21-19、8-21）不敌赛会4号种子、同胞的鄭在成/李龍大。同样11月，他与柳延星出战韓國羽毛球大獎賽，在男双决赛以1比2（21-18、18-21、25-27）不敌赛会头号种子、队友的鄭在成/李龍大。同年12月，他与柳延星出战香港羽毛球超級賽，在男双决赛以2比1（21-19、14-21、23-21）险胜了赛会2号种子、奥运冠军的马尔基斯·基多/亨德拉·塞蒂亚万，赢得今年第二座超级赛男双冠军。

### 2011年 四次加冕黃金大獎賽及大獎賽首冠
2011年1月，高成炫代表韩国参加臺灣新北市新莊區举办的世界羽聯超級系列賽總決賽，在混双半决赛以0比2（14-21、14-21）不敌中国的張楠/趙芸蕾。同期1月，他分别与柳延星以及河貞恩出战韓國羽毛球首要超級賽，在男双準决赛以0比2（17-21、19-21）不敌赛会头号种子、丹麦强档的玛蒂亚斯·鲍伊/卡斯腾·摩根森；而混双準决赛以0比2（18-21、17-21）不敌赛会6号种子、中国的陶嘉明/田卿。同年3月，他与柳延星出战德國羽毛球黃金大獎賽，在男双準决赛以1比2（21-18、15-21、15-21）不敌同胞的金基正/金沙朗。同期3月，他与柳延星出战瑞士羽毛球黃金大獎賽，在男双决赛以2比0（21-17、21-16）击败了赛会3号种子、队友的鄭在成/李龍大，赢得黃金大獎賽男双冠军。同年6月，他与柳延星出战泰國羽毛球黃金大獎賽，在男双準决赛以0比2（14-21、17-21）不敌赛会4号种子、印尼强档的阿尔文特·尤利安托·钱德拉/亨德拉·阿普利达·古纳万。同年7月，他与李龍大出战美國羽毛球黃金大獎賽，在男双决赛以2比0（21-9、21-19）击败了赛会7号种子、美国强档的白国豪/吴俊明，赢得黃金大獎賽男双冠军。同期7月，他与李龍大出战加拿大羽毛球大獎賽，在男双决赛以2比0（21-18、21-16）横扫赛会6号种子、中国的刘小龙/邱子瀚，赢得大獎賽冠军。同年8月，他代表韩国参加英格兰伦敦举办的世界羽毛球錦標賽，他和柳延星出战男子雙打。他与柳延星以赛会5号种子在首圈轮空；在第二轮激战三局以2比1（18-21、21-13、21-13）击败了英格兰强档的克里斯·爱德考克/安德鲁·埃利斯；在第三轮以2比0（21-15、21-17）拿下赛会15号种子、队友的曹建雨/權利九；八强中以2比0（21-17、21-13）横扫赛会4号种子、马来西亚强档的古健傑/陳文宏；在準決賽以2比0（21-19、21-17）击退了赛会7号种子、印尼强档的穆罕默德·阿赫桑/博纳·塞普特纳；决赛中，直落两局以0比2（22-24、16-21）不敌赛会头号种子、中国的蔡赟/傅海峰，赢得世锦赛男双亚军。同年9月，他分别与柳延星以及嚴惠媛出战中華台北羽毛球黃金大獎賽，在男双决赛以2比0（23-21、21-17）击败了赛会头号种子、同胞的鄭在成/李龍大，赢得黃金大獎賽男双冠军；而混双决赛以2比1（24-22、16-21、21-17）力克赛会头号种子、印尼强档的通托維·艾哈邁德/利利亞納·納西爾，再度赢得黃金大獎賽混双冠军，亦是本次比赛双冠王得主。同期9月，他与柳延星出战中國羽毛球大師賽，在男双準决赛以0比2（24-26、18-21）不敌赛会头号种子、中国的蔡赟/傅海峰。同年11月，他与柳延星出战香港羽毛球超級賽，在男双準决赛以0比2（10-21、9-21）不敌赛会2号种子、队友的郑在成/李龍大。同期11月，他与柳延星出战中國羽毛球首要超級賽，在男双决赛以0比2（17-21、13-21）不敌赛会3号种子、丹麦强档的玛蒂亚斯·鲍伊/卡斯腾·摩根森，赢得亚军。同样11月，他与柳延星出战澳門羽毛球黃金大獎賽，在男双决赛以0比2（19-21、19-21）不敌赛会3号种子、中国的柴飚/郭振东，赢得亚军。同年12月，他分别与柳延星以及嚴惠媛出战韓國羽毛球黃金大獎賽，在男双决赛以2比0（21-15、24-22）击败了赛会头号种子、队友的鄭在成/李龍大，赢得黃金大獎賽男双冠军；而混双準决赛以0比2（12-21、13-21）不敌同胞的柳延星/張藝娜。同期12月，他代表韩国参加中国柳州市举办的世界羽聯超級系列賽總決賽，他和柳延星以赛会4号种子被安排在A组男双圈里；在小组赛阶段分别击败了两队中国组合的郭振东/柴飚以及蔡赟/傅海峰，唯有输给了日本的橋本博且/平田典靖，豪取小组第一出线；在準決賽以1比2（21-16、12-21、13-21）不敌赛会3号种子、丹麦强档的玛蒂亚斯·鲍伊/卡斯腾·摩根森。

### 2012年 汤杯夺银及法国羽球赛夺冠
2012年1月，高成炫与柳延星出战韓國羽毛球首要超級賽，在男双準决赛以0比2（13-21、14-21）不敌赛会头号种子、中国的蔡赟/傅海峰。同年2月，他与柳延星出战德國羽毛球黃金大獎賽，在男双準决赛以1比2（21-19、21-23、12-21）不敌中国的洪炜/沈烨。同年4月，他与柳延星出战印度羽毛球超級賽，在男双决赛以1比2（17-21、21-14、14-21）不敌泰国强档的博丁·伊沙拉/玛尼蓬·宗集，赢得亚军。同年5月，他入选湯姆斯盃男双大名单，助韩国队赢得男团亚军。同年6月，他与嚴惠媛出战印度尼西亞羽毛球首要超級賽，在混双準决赛以0比2（14-21、15-21）不敌泰国强档的戍革·普拉帕卡莫/莎拉丽·桑松卡姆。同期6月，他与柳延星出战新加坡羽毛球超級賽，在男双决赛以1比2（20-22、21-11、6-21）不敌赛会4号种子、印尼强档的马尔基斯·基多/亨德拉·塞蒂亚万，赢得亚军。同年10月，他与李龍大出战法國羽毛球超級賽，在男双决赛以2比1（22-24、21-17、21-11）击败了赛会7号种子、泰国强档的博丁·伊沙拉/玛尼蓬·宗集，赢得超級賽男双冠军。同年11月，他与李龍大出战中國羽毛球首要超級賽，在男双决赛以0比2（15-21、14-21）不敌赛会头号种子、丹麦强档的玛蒂亚斯·鲍伊/卡斯腾·摩根森，赢得亚军。同期12月，他与李龍大出战韓國羽毛球黃金大獎賽，在男双决赛以2比0（21-12、21-11）击败了赛会头号种子、队友的金基正/金沙朗，赢得黃金大獎賽男双冠军。同样12月，他与李龍大出战印度羽毛球國際挑戰賽，在男双决赛以2比0（21-11、21-10）击败了同胞的曹建雨/金大恩，赢得国际赛男双冠军。同时12月，他与李龍大出战印度羽毛球黃金大獎賽，在男双决赛以2比0（21-13、21-19）击败了队友的姜志旭/李相俊，赢得黃金大獎賽男双冠军。

### 2013年 首要超級賽首冠、亚锦赛及世運會双冠
2013年1月，高成炫与李龍大出战韓國羽毛球首要超級賽，在男双决赛以2比1（19-21、21-13、21-10）击败了赛会头号种子、奥运亚军的玛蒂亚斯·鲍伊/卡斯腾·摩根森，赢得国际赛男双冠军，亦是他首个首要超級賽男双冠军。同期1月，他与李龍大出战馬來西亞羽毛球超級賽，在男双决赛以0比2（15-21、13-21）不敌世锦赛冠军的穆罕默德·阿赫桑/亨德拉·塞蒂亚万。同年3月，他与李龍大出战瑞士羽毛球黃金大獎賽，在男双决赛以1比2（14-21、21-18、14-21）不敌赛会6号种子、中国的柴飚/洪炜，赢得亚军。同年4月，他代表韩国参加中華民國臺北举办的亞洲羽毛球錦標賽，他分别与李龍大以及金荷娜出战男双以及混双。他与李龍大以赛会头号种子在首圈以2比0（21-17、21-14）击败了中華台北的李勝木/蔡佳欣；次圈以2比0（21-10、21-11）横扫中国香港的陳子傑/盧洛棋；八强中以2比0（21-14、21-17）击退了日本的嘉村健士/園田啟悟；四强中以2比0（21-17、21-16）战胜了马来西亚的吴伟申/林钦华；决赛中以2比0（21-13、22-20）击败了赛会3号种子、同胞的金基正/金沙朗，赢得亚洲赛事男双冠军，亦是他首座亚锦赛男双冠军。而混双方面，他与金荷娜在首圈以2比1（22-20、14-21、21-12）击败了印尼强档的伊迪·苏巴蒂亚/G·E·维德佳佳；次圈以2比0（21-15、21-19）横扫中華台北的廖敏竣/陳曉歡；八强中以2比0（21-12、21-10）轻取马来西亚的張御宇/A·A·安瑟利；四强中以2比0（23-21、21-15）击败了赛会5号种子、印尼强档的弗兰·库尔尼亚万/S·P·伊拉瓦蒂；决赛中，表现出色以2比0（22-20、21-17）力克赛会2号种子、中国的张楠/赵芸蕾，再度赢得国际赛混双冠军，亦是本届赛事双冠王得主。同年4月，他分别与李龍大以及金荷娜出战印度羽毛球超級賽，在男双决赛以0比2（20-22、18-21）不敌赛会8号种子、中国的刘小龙/邱子瀚；而混双决赛以0比2（16-21、13-21）不敌赛会头号种子、奥运季军的通托维·艾哈迈德/利利亚纳·纳西尔，赢得亚军。同年5月，他入选蘇迪曼盃的兼项双打大名单，助韩国队赢得亚军。同年6月，他与李龍大出战印尼羽毛球首要超級賽，在男双决赛以0比2（14-21、18-21）不敌世锦赛冠军的穆罕默德·阿赫桑/亨德拉·塞蒂亚万，赢得亚军。同期6月，他与李龍大出战新加坡羽毛球超級賽，在男双决赛以0比2（15-21、18-21）不敌世锦赛冠军的穆罕默德·阿赫桑/亨德拉·塞蒂亚万，赢得亚军。同年7月，他代表韓國参加俄羅斯喀山舉行的世界大學運動會羽毛球比賽，助球队赢得男子團體金牌；此外，他还与李龍大出战男子雙打，俩人也赢得男双金牌。同年8月，他參加中國廣州舉行的世界羽毛球錦標賽，與李龍大以頭號種子身分出戰男子雙打項目。他們首圈輪空，第二圈即以2比0擊敗丹麥組合晉級；但在第三圈就以1比2（21-14、14-21、19-21）爆冷不敵13號種子、中華台北的李勝木/蔡佳欣，16強止步。同年9月，他与李龍大出战中國羽毛球大師賽，在男双决赛以2比0（25-23、21-19）击败了赛会2号种子、日本强档的遠藤大由/早川賢一，赢得超級賽男双冠军。同年11月，他与申白喆出战韓國羽毛球黃金大獎賽，在男双决赛以1比2（15-21、21-18、23-25）不敌赛会头号种子、队友的金基正/金沙朗。同年12月，他代表韩国参加马来西亚吉隆坡举办的世界羽聯超級系列賽總決賽，他和李龍大以赛会4号种子被安排在B组男双圈里；在小组赛阶段分别击败了日本的遠藤大由/早川賢一以及另一组日本的橋本博且/平田典靖提前棄權，唯有输给了丹麦的玛蒂亚斯·鲍伊/卡斯腾·摩根森，但仍然以小组第一出线；在準決賽激战三局以1比2（14-21、21-19、16-21）不敌同胞的金基正/金沙朗。

### 2014年 世锦赛封王及仁川亚运揽金
2014年2月，高成炫与金荷娜出战德國羽毛球黃金大獎賽，在混双决赛以0比2（15-21、18-21）不敌苏格兰强档的罗伯·布莱尔/伊莫金·班克尔，赢得亚军。同年3月，他分别与申白喆以及金荷娜出战全英羽毛球首要超級賽，在男双準决赛以1比2（21-16、17-21、13-21）不敌赛会2号种子、日本强档的遠藤大由/早川賢一；而混双準决赛以0比2（13-21、11-21）不敌赛会2号种子、世锦赛冠军的通托维·艾哈迈德/利利亚纳·纳西尔。同年4月，他与金荷娜出战印度羽毛球超級賽，在混双决赛以1比2（16-21、21-18、18-21）不敌赛会3号种子、奥运季军的约金·费舍尔·尼尔森/克里斯汀娜·彼德森，赢得亚军。同期4月，他分别与申白喆以及金荷娜出战新加坡羽毛球超級賽，在男双準决赛以1比2（20-22、21-18、14-21）不敌赛会6号种子、中華台北强档的李勝木/蔡佳欣；而混双準决赛以1比2（22-20、17-21、16-21）不敌赛会8号种子、印尼强档的里基·维迪安托/普斯皮达·里奇·蒂莉。同年6月，他与金荷娜出战澳洲羽毛球超級賽，在混双决赛以2比0（21-18、21-11）击败了德国强档的麦克·福克斯/比尔吉德·迈克斯，赢得超級賽混双冠军。同年8月，他代表韩国参加丹麥巴勒魯普自治市举办的世界羽毛球錦標賽，他和申白喆出战男子雙打。他与申白喆以赛会12号种子在首圈轮空；在第二轮以2比0（22-20、21-10）击败了澳大利亚强档的R·米德尔顿/R·史密斯；在第三轮以2比0（23-21、21-17）击退了赛会4号种子、日本强档的遠藤大由/早川賢一；八强中以2比0（21-18、21-13）拿下赛会7号种子、马来西亚强档的云天豪/陳煒𣚦；在準決賽因对方弃赛；在决赛大战三局以2比1（20-22、21-23、21-18）击败了赛会2号种子、同胞的李龍大/柳延星，这也是俩人首次赢得世锦赛男双冠军，同时也是个人获得世界冠军的荣誉。同年9月，他代表韩国参加本国举办的亞洲運動會羽毛球比賽，助韩国队首次赢得亚洲最高级别赛事的男子團體金牌。同年10月，他与申白喆出战丹麥羽毛球首要超級賽，在男双準决赛以0比2（15-21、21-23）不敌中国的傅海峰/张楠。同年11月，他与申白喆出战韓國羽毛球大獎賽，在男双决赛以0比2（18-21、19-21）不敌赛会头号种子、同胞的李龍大/柳延星。同期11月，他与申白喆出战中國羽毛球首要超級賽，在男双準决赛因自己途中退赛。

### 2015年 卫冕世运会团体及总决赛夺亚
2015年5月，高成炫入选蘇迪曼盃的混双大名单，助韩国队赢得季军。同期5月，他与金荷娜出战澳洲羽毛球超級賽，在混双準决赛以0比2（17-21、16-21）不敌赛会4号种子、中国的刘成/包宜鑫。同年6月，他与申白喆出战印尼羽毛球首要超級賽，在男双决赛以2比1（21-16、16-21、21-19）击败了赛会8号种子、中国的傅海峰/张楠，赢得首要超級賽男双冠军。同年7月，他代表韓国（安東大學校）参加本国舉行的世界大學運動會羽毛球比賽，助球队成功卫冕男子團體金牌。同期7月，他与金荷娜出战中華台北羽毛球黃金大獎賽，在混双决赛以2比0（21-16、21-18）击败了同胞的申白喆/蔡侑玎，赢得黃金大獎賽混双冠军。同年8月，他參加印尼雅加達舉行的世界羽毛球錦標賽，與申白喆以7號種子身分出戰男子雙打項目，故在首圈輪空；但他們在第二圈就以0比2（12-21、15-21）不敵馬來西亞的吴伟申/陳煒出局，無緣衛冕。同年9月，他与金荷娜出战日本羽毛球超級賽，在混双準决赛以0比2（18-21、17-21）不敌赛会头号种子、中国的张楠/赵芸蕾。同期9月，他与金荷娜出战韓國羽毛球超級賽，在混双準决赛以1比2（15-21、21-12、10-21）不敌赛会头号种子、中国的张楠/赵芸蕾。同样9月，他与金荷娜出战泰國羽毛球黃金大獎賽，在混双準决赛以0比2（16-21、16-21）不敌赛会3号种子、印尼强档的普拉文·乔丹/戴比·苏珊托。同年10月，他与金荷娜出战丹麥羽毛球首要超級賽，在混双决赛以2比1（20-22、21-18、21-9）击败了赛会2号种子、世锦赛冠军的通托维·艾哈迈德/利利亚纳·纳西尔，赢得首要超級賽混双冠军。同期10月，他与金荷娜出战法國羽毛球超級賽，在混双决赛以2比1（21-10、15-21、21-19）击败了印尼强档的普拉文·乔丹/戴比·苏珊托，赢得超級賽混双冠军。同年11月，他分别与申白喆以及金荷娜出战韓國羽毛球大師賽，在男双决赛以1比2（21-16、18-21、19-21）不敌赛会3号种子、同胞的金基正/金沙朗；而混双决赛以2比1（19-21、21-17、21-19）击败了队友的申白喆/蔡侑玎，赢得大獎賽混双冠军。同期11月，他与申白喆出战中國羽毛球首要超級賽，在男双準决赛以0比2（15-21、19-21）不敌赛会6号种子、中国的柴飚/洪炜。同样11月，他与申白喆出战澳門羽毛球黃金大獎賽，在男双决赛以2比0（22-20、21-14）击败了印尼强档的贝里·安格里亚万/利安·阿刚·萨普特拉，赢得黃金大獎賽男双冠军。同年12月，他代表韩国参加阿联酋杜拜举办的世界羽聯超級系列賽總決賽，他和金荷娜以赛会3号种子被安排在B组混双圈里；在小组赛阶段分别击败了丹麦的约金·费舍尔·尼尔森/克里斯汀娜·彼德森、印尼的普拉文·乔丹/戴比·苏珊托以及中国的刘成/包宜鑫，以小组头名出线；在準決賽激战三局以2比1（21-15、20-22、21-12）击败了中国香港的李晉熙/周凱華；在决赛以0比2（14-21、17-21）不敌英格兰强档的克里斯·爱德考克/加布里·爱德考克，赢得总决赛混双亚军。

### 2016年 两度夺得黃金大獎賽冠军及新加坡超级赛夺冠
2016年1月，高成炫与申白喆出战泰國羽毛球大師賽，在男双準决赛以1比2（15-21、21-13、18-21）不敌赛会头号种子、世锦赛冠军的穆罕默德·阿赫桑/亨德拉·塞蒂亚万。同期2月，他代表韩国参加印度海得拉巴举办的亞洲羽毛球團體錦標賽，助球队赢得男子團體季军。同年3月，他分别与申白喆以及金荷娜出战德國羽毛球黃金大獎賽，在男双决赛以2比1（20-22、21-18、21-17）击败了赛会头号种子、同胞的李龍大/柳延星，赢得黃金大獎賽男双冠军；而混双决赛以2比0（21-19、21-12）击败了赛会5号种子、队友的申白喆/蔡侑玎，赢得黃金大獎賽混双冠军。同期3月，他分别与申白喆以及金荷娜出战紐西蘭羽毛球黃金大獎賽，在男双决赛以2比0（21-18、21-14）击败了赛会3号种子、印尼强档的安加·普拉塔玛/里奇·卡兰达·苏华迪，赢得黃金大獎賽男双冠军；而混双準决赛以1比2（19-21、21-10、22-24）不敌赛会3号种子、马来西亚强档的陳炳順/吳柳螢。同样3月，他分别与申白喆以及金荷娜出战印度羽毛球超級賽，在男双準决赛以1比2（18-21、21-6、19-21）不敌赛会7号种子、印尼强档的安加·普拉塔玛/里奇·卡兰达·苏华迪；而混双準决赛以1比2（17-21、21-17、18-21）不敌赛会7号种子、中国的鲁恺/黄雅琼。同年4月，他与金荷娜出战新加坡羽毛球超級賽，在混双决赛以2比0（21-17、21-14）击败了赛会4号种子、中国的徐晨/马晋。同期4月，他代表韩国参加中国湖北省武汉市举办的亞洲羽毛球錦標賽，他和金荷娜以赛会4号种子在首圈以2比0（21-9、21-16）击败了中華台北的張課琦/張莘恬；次圈激战三局以2比1（21-13、22-24、21-15）击败了印尼强档的伊迪·苏巴蒂亚/G·E·维德佳佳；在八强以2比0（21-18、21-16）横扫中国的鲁恺/黄雅琼；在四强以0比2（19-21、11-21）不敌赛会头号种子、中国的张楠/赵芸蕾，同时与同胞的申白喆/蔡侑玎并列季军。同年5月，他入选湯姆斯盃的男双大名单，助韩国队赢得季军。同期5月，他与金荷娜出战印尼羽毛球首要超級賽，在混双决赛以1比2（21-15、16-21、21-13）不敌赛会3号种子、中国的徐晨/马晋，赢得亚军。同年8月，他代表韩国出戰巴西里約熱內盧舉行的奥林匹克运动会羽毛球比賽混合双打項目，與金荷娜以2號種子身分出戰。在小組賽階段先後擊敗美国的周菲利浦/杰米·苏班迪、荷兰的雅高·阿伦斯/塞莱娜·皮克和日本的數野健太/栗原文音，以赛2號種子和小组頭名晉級八强。半準決賽，高成炫和金荷娜面对中國的徐晨/马晋，以0比2（17-21、18-21）不敌对手。同年9月，他分别与金基正以及金荷娜出战日本羽毛球超級賽，在男双决赛以0比2（12-21、12-21）不敌赛会8号种子、中国的李俊慧/刘雨辰，赢得亚军；而混双决赛以0比2（10-21、15-21）不敌赛会7号种子、中国的郑思维/陈清晨，赢得亚军。同期9月，他与金荷娜出战韓國羽毛球超級賽，在混双决赛以2比0（21-14、21-19）横扫赛会5号种子、中国的郑思维/陈清晨，赢得超級賽混双冠军。同年10月，他与金荷娜出战法國羽毛球超級賽，在混双决赛以0比2（16-21、15-21）不敌赛会7号种子、中国的郑思维/陈清晨，赢得亚军。同年11月，他与金荷娜出战中國羽毛球首要超級賽，在混双準决赛以1比2（19-21、21-10、15-21）不敌中国的张楠/李茵晖。同年12月，他分别与金載煥以及金荷娜出战韓國羽毛球大師賽，在男双决赛以2比0（21-19、21-18）击败了赛会头号种子、中華台北强档的李哲輝/李洋，赢得大獎賽男双冠军；而混双决赛以2比0（21-19、21-16）击败了赛会2号种子、泰国强档的德差蓬·保乌拉努科/沙西丽·德拉达那猜，赢得大獎賽混双冠军。

### 2018年 重回搭档
2018年8月，高成炫与申白喆出战越南羽毛球公開賽，在男双决赛以2比0（22-20、21-18）击败了中華台北强档的李勝木/楊博軒，赢得超級100賽男双冠军。同年9月，他与申白喆出战印尼邦加勿里洞羽毛球大師賽，在男双决赛以0比2（21-23、13-21）不敌赛会6号种子、中華台北强档的張課琦/呂佳彬，赢得亚军。同年10月，他与申白喆出战澳門羽毛球公開賽，在男双决赛以1比2（21-17、13-21、19-21）不敌同胞的金基正/李龍大，赢得亚军。同年11月，他与申白喆出战馬來西亞羽毛球國際系列賽，在男双决赛以2比0（21-18、30-29）击败了中華台北强档的林上凱/曾敏豪，赢得國際系列賽男双冠军。同期11月，他与嚴惠媛出战韓國羽毛球大師賽，在混双决赛以2比1（21-12、15-21、21-18）击败了同胞的催率圭/申昇瓚，赢得超級300賽混双冠军。

## 主要比賽成績
只列出曾進入準決賽的國際賽事成績：
| 年份   | 賽事                       | 公開賽級別 | 項目     | 拍檔   | 成績   |
| ------ | -------------------------- | ---------- | -------- | ------ | ------ |
| 2007年 | 越南羽毛球大獎賽           | 大獎賽     | 男子雙打 | 權利九 | 冠軍   |
| 2008年 | 大阪羽毛球國際挑戰賽       | 國際挑戰賽 | 男子雙打 | 權利九 | 冠軍   |
| 2008年 | 大阪羽毛球國際挑戰賽       | 國際挑戰賽 | 混合雙打 | 金旼貞 | 準決賽 |
| 2008年 | 印尼羽毛球超級賽           | 超級賽     | 男子雙打 | 權利九 | 準決賽 |
| 2009年 | 全英羽毛球超級賽           | 超級賽     | 混合雙打 | 河貞恩 | 亞軍   |
| 2009年 | 亞洲羽毛球錦標賽           | 其他       | 男子雙打 | 柳延星 | 亞軍   |
| 2009年 | 韓國羽毛球國際挑戰賽       | 國際挑戰賽 | 男子雙打 | 柳延星 | 亞軍   |
| 2009年 | 韓國羽毛球國際挑戰賽       | 國際挑戰賽 | 混合雙打 | 河貞恩 | 亞軍   |
| 2010年 | 瑞士羽毛球超級賽           | 超級賽     | 男子雙打 | 柳延星 | 冠軍   |
| 2010年 | 新加坡羽毛球超級賽         | 超級賽     | 男子雙打 | 柳延星 | 準決賽 |
| 2010年 | 印尼羽毛球超級賽           | 超級賽     | 混合雙打 | 河貞恩 | 準決賽 |
| 2010年 | 世界羽毛球錦標賽           | 其他       | 混合雙打 | 河貞恩 | 季軍   |
| 2010年 | 澳門羽毛球黃金大獎賽       | 黃金大獎賽 | 男子雙打 | 柳延星 | 冠軍   |
| 2010年 | 中國羽毛球大師賽           | 超級賽     | 男子雙打 | 柳延星 | 亞軍   |
| 2010年 | 中國羽毛球超級賽           | 超級賽     | 男子雙打 | 柳延星 | 準決賽 |
| 2010年 | 香港羽毛球超級賽           | 超級賽     | 男子雙打 | 柳延星 | 冠軍   |
| 2010年 | 韓國羽毛球大獎賽           | 大獎賽     | 男子雙打 | 柳延星 | 亞軍   |
| 2010年 | 世界羽聯超級系列賽總決賽   | 超級賽     | 混合雙打 | 河貞恩 | 準決賽 |
| 2011年 | 韓國羽毛球首要超級賽       | 首要超級賽 | 男子雙打 | 柳延星 | 準決賽 |
| 2011年 | 韓國羽毛球首要超級賽       | 首要超級賽 | 混合雙打 | 河貞恩 | 準決賽 |
| 2011年 | 德國羽毛球黃金大獎賽       | 黃金大獎賽 | 男子雙打 | 柳延星 | 準決賽 |
| 2011年 | 瑞士羽毛球黃金大獎賽       | 黃金大獎賽 | 男子雙打 | 柳延星 | 冠軍   |
| 2011年 | 泰國羽毛球黃金大獎賽       | 黃金大獎賽 | 男子雙打 | 柳延星 | 準決賽 |
| 2011年 | 美國羽毛球黃金大獎賽       | 黃金大獎賽 | 男子雙打 | 李龍大 | 冠軍   |
| 2011年 | 加拿大羽毛球大獎賽         | 大獎賽     | 男子雙打 | 李龍大 | 冠軍   |
| 2011年 | 世界羽毛球錦標賽           | 其他       | 男子雙打 | 柳延星 | 亞軍   |
| 2011年 | 中華台北羽毛球黃金大獎賽   | 黃金大獎賽 | 男子雙打 | 柳延星 | 冠軍   |
| 2011年 | 中華台北羽毛球黃金大獎賽   | 黃金大獎賽 | 混合雙打 | 嚴惠媛 | 冠軍   |
| 2011年 | 中國羽毛球大師賽           | 超級賽     | 男子雙打 | 柳延星 | 準決賽 |
| 2011年 | 香港羽毛球超級賽           | 超級賽     | 男子雙打 | 柳延星 | 準決賽 |
| 2011年 | 中國羽毛球首要超級賽       | 首要超級賽 | 男子雙打 | 柳延星 | 亞軍   |
| 2011年 | 澳門羽毛球黃金大獎賽       | 黃金大獎賽 | 男子雙打 | 柳延星 | 亞軍   |
| 2011年 | 韓國羽毛球黃金大獎賽       | 黃金大獎賽 | 男子雙打 | 柳延星 | 冠軍   |
| 2011年 | 韓國羽毛球黃金大獎賽       | 黃金大獎賽 | 混合雙打 | 嚴惠媛 | 準決賽 |
| 2011年 | 世界羽聯超級系列賽總決賽   | 首要超級賽 | 男子雙打 | 柳延星 | 準決賽 |
| 2012年 | 韓國羽毛球首要超級賽       | 首要超級賽 | 男子雙打 | 柳延星 | 準決賽 |
| 2012年 | 德國羽毛球黃金大獎賽       | 黃金大獎賽 | 男子雙打 | 柳延星 | 準決賽 |
| 2012年 | 印度羽毛球超級賽           | 超級賽     | 男子雙打 | 柳延星 | 亞軍   |
| 2012年 | 湯姆斯盃                   | 其他       | 男子團體 | －     | 亞軍   |
| 2012年 | 印度尼西亞羽毛球首要超級賽 | 首要超級賽 | 混合雙打 | 嚴惠媛 | 準決賽 |
| 2012年 | 新加坡羽毛球超級賽         | 超級賽     | 男子雙打 | 柳延星 | 亞軍   |
| 2012年 | 法國羽毛球超級賽           | 超級賽     | 男子雙打 | 李龍大 | 冠軍   |
| 2012年 | 中國羽毛球首要超級賽       | 首要超級賽 | 男子雙打 | 李龍大 | 亞軍   |
| 2012年 | 韓國羽毛球黃金大獎賽       | 黃金大獎賽 | 男子雙打 | 李龍大 | 冠軍   |
| 2012年 | 印度羽毛球國際挑戰賽       | 國際挑戰賽 | 男子雙打 | 李龍大 | 冠軍   |
| 2012年 | 印度羽毛球黃金大獎賽       | 黃金大獎賽 | 男子雙打 | 李龍大 | 冠軍   |
| 2013年 | 韓國羽毛球首要超級賽       | 首要超級賽 | 男子雙打 | 李龍大 | 冠軍   |
| 2013年 | 馬來西亞羽毛球超級賽       | 超級賽     | 男子雙打 | 李龍大 | 亞軍   |
| 2013年 | 瑞士羽毛球黃金大獎賽       | 黃金大獎賽 | 男子雙打 | 李龍大 | 亞軍   |
| 2013年 | 亞洲羽毛球錦標賽           | 其他       | 男子雙打 | 李龍大 | 冠軍   |
| 2013年 | 亞洲羽毛球錦標賽           | 其他       | 混合雙打 | 金荷娜 | 冠軍   |
| 2013年 | 印度羽毛球超級賽           | 超級賽     | 男子雙打 | 李龍大 | 亞軍   |
| 2013年 | 印度羽毛球超級賽           | 超級賽     | 混合雙打 | 金荷娜 | 亞軍   |
| 2013年 | 蘇迪曼盃                   | 其他       | 混合團體 | －     | 亞軍   |
| 2013年 | 印尼羽毛球首要超級賽       | 首要超級賽 | 男子雙打 | 李龍大 | 亞軍   |
| 2013年 | 新加坡羽毛球超級賽         | 超級賽     | 男子雙打 | 李龍大 | 亞軍   |
| 2013年 | 世界大學運動會羽毛球比賽   | 其他       | 混合團體 | －     | 金牌   |
| 2013年 | 世界大學運動會羽毛球比賽   | 其他       | 男子雙打 | 李龍大 | 金牌   |
| 2013年 | 中國羽毛球大師賽           | 超級賽     | 男子雙打 | 李龍大 | 冠軍   |
| 2013年 | 韓國羽毛球黃金大獎賽       | 黃金大獎賽 | 男子雙打 | 申白喆 | 亞軍   |
| 2013年 | 世界羽聯超級系列賽總決賽   | 首要超級賽 | 男子雙打 | 李龍大 | 銅牌   |
| 2014年 | 德國羽毛球黃金大獎賽       | 黃金大獎賽 | 混合雙打 | 金荷娜 | 亞軍   |
| 2014年 | 全英羽毛球首要超級賽       | 首要超級賽 | 男子雙打 | 申白喆 | 準決賽 |
| 2014年 | 全英羽毛球首要超級賽       | 首要超級賽 | 混合雙打 | 金荷娜 | 準決賽 |
| 2014年 | 印度羽毛球超級賽           | 超級賽     | 混合雙打 | 金荷娜 | 亞軍   |
| 2014年 | 新加坡羽毛球超級賽         | 超級賽     | 男子雙打 | 申白喆 | 準決賽 |
| 2014年 | 新加坡羽毛球超級賽         | 超級賽     | 混合雙打 | 金荷娜 | 準決賽 |
| 2014年 | 澳洲羽毛球超級賽           | 超級賽     | 混合雙打 | 金荷娜 | 冠軍   |
| 2014年 | 世界羽毛球錦標賽           | 其他       | 男子雙打 | 申白喆 | 冠軍   |
| 2014年 | 亞洲運動會羽毛球比賽       | 其他       | 男子團體 | －     | 金牌   |
| 2014年 | 丹麥羽毛球首要超級賽       | 首要超級賽 | 男子雙打 | 申白喆 | 準決賽 |
| 2014年 | 韓國羽毛球大獎賽           | 大獎賽     | 男子雙打 | 申白喆 | 亞軍   |
| 2014年 | 中國羽毛球首要超級賽       | 首要超級賽 | 男子雙打 | 申白喆 | 準決賽 |
| 2015年 | 蘇迪曼盃                   | 其他       | 混合團體 | －     | 季軍   |
| 2015年 | 澳洲羽毛球超級賽           | 超級賽     | 混合雙打 | 金荷娜 | 準決賽 |
| 2015年 | 印尼羽毛球首要超級賽       | 首要超級賽 | 男子雙打 | 申白喆 | 冠軍   |
| 2015年 | 世界大學運動會羽毛球比賽   | 其他       | 混合團體 | －     | 金牌   |
| 2015年 | 中華台北羽毛球黃金大獎賽   | 黃金大獎賽 | 混合雙打 | 金荷娜 | 冠軍   |
| 2015年 | 日本羽毛球超級賽           | 超級賽     | 混合雙打 | 金荷娜 | 準決賽 |
| 2015年 | 韓國羽毛球超級賽           | 超級賽     | 混合雙打 | 金荷娜 | 準決賽 |
| 2015年 | 泰國羽毛球黃金大獎賽       | 黃金大獎賽 | 混合雙打 | 金荷娜 | 準決賽 |
| 2015年 | 丹麥羽毛球首要超級賽       | 首要超級賽 | 混合雙打 | 金荷娜 | 冠軍   |
| 2015年 | 法國羽毛球超級賽           | 超級賽     | 混合雙打 | 金荷娜 | 冠軍   |
| 2015年 | 韓國羽毛球大師賽           | 大獎賽     | 男子雙打 | 申白喆 | 亞軍   |
| 2015年 | 韓國羽毛球大師賽           | 大獎賽     | 混合雙打 | 金荷娜 | 冠軍   |
| 2015年 | 中國羽毛球首要超級賽       | 首要超級賽 | 男子雙打 | 申白喆 | 準決賽 |
| 2015年 | 澳門羽毛球黃金大獎賽       | 黃金大獎賽 | 男子雙打 | 申白喆 | 冠軍   |
| 2015年 | 世界羽聯超級系列賽總決賽   | 首要超級賽 | 混合雙打 | 金荷娜 | 亞軍   |
| 2016年 | 泰國羽毛球大師賽           | 黃金大獎賽 | 男子雙打 | 申白喆 | 準決賽 |
| 2016年 | 亞洲羽毛球團體錦標賽       | 其他       | 男子團體 | －     | 季軍   |
| 2016年 | 德國羽毛球黃金大獎賽       | 黃金大獎賽 | 男子雙打 | 申白喆 | 冠軍   |
| 2016年 | 德國羽毛球黃金大獎賽       | 黃金大獎賽 | 混合雙打 | 金荷娜 | 冠軍   |
| 2016年 | 紐西蘭羽毛球黃金大獎賽     | 黃金大獎賽 | 男子雙打 | 申白喆 | 冠軍   |
| 2016年 | 紐西蘭羽毛球黃金大獎賽     | 黃金大獎賽 | 混合雙打 | 金荷娜 | 準決賽 |
| 2016年 | 印度羽毛球超級賽           | 超級賽     | 男子雙打 | 申白喆 | 準決賽 |
| 2016年 | 印度羽毛球超級賽           | 超級賽     | 混合雙打 | 金荷娜 | 準決賽 |
| 2016年 | 新加坡羽毛球超級賽         | 超級賽     | 混合雙打 | 金荷娜 | 冠軍   |
| 2016年 | 亞洲羽毛球錦標賽           | 其他       | 混合雙打 | 金荷娜 | 季軍   |
| 2016年 | 湯姆斯盃                   | 其他       | 男子團體 | －     | 季軍   |
| 2016年 | 印尼羽毛球首要超級賽       | 首要超級賽 | 混合雙打 | 金荷娜 | 亞軍   |
| 2016年 | 日本羽毛球超級賽           | 超級賽     | 男子雙打 | 金基正 | 亞軍   |
| 2016年 | 日本羽毛球超級賽           | 超級賽     | 混合雙打 | 金荷娜 | 亞軍   |
| 2016年 | 韓國羽毛球超級賽           | 超級賽     | 混合雙打 | 金荷娜 | 冠軍   |
| 2016年 | 法國羽毛球超級賽           | 超級賽     | 混合雙打 | 金荷娜 | 亞軍   |
| 2016年 | 中國羽毛球首要超級賽       | 首要超級賽 | 混合雙打 | 金荷娜 | 準決賽 |
| 2016年 | 韓國羽毛球大師賽           | 大獎賽     | 男子雙打 | 金載煥 | 冠軍   |
| 2016年 | 韓國羽毛球大師賽           | 大獎賽     | 混合雙打 | 金荷娜 | 冠軍   |
| 2018年 | 越南羽毛球公開賽           | 超級100賽  | 男子雙打 | 申白喆 | 冠軍   |
| 2018年 | 印尼邦加勿里洞羽毛球大師賽 | 超級100賽  | 男子雙打 | 申白喆 | 亞軍   |
| 2018年 | 澳門羽毛球公開賽           | 超級300賽  | 男子雙打 | 申白喆 | 亞軍   |
| 2018年 | 馬來西亞羽毛球國際系列賽   | 國際系列賽 | 男子雙打 | 申白喆 | 冠軍   |
| 2018年 | 韓國羽毛球大師賽           | 超級300賽  | 混合雙打 | 嚴惠媛 | 冠軍   |
| 2019年 | 大阪羽毛球國際挑戰賽       | 國際挑戰賽 | 男子雙打 | 申白喆 | 冠軍   |
| 2019年 | 澳洲羽毛球公開賽           | 超級300賽  | 男子雙打 | 申白喆 | 冠軍   |
| 2019年 | 加拿大羽毛球公開賽         | 超級100賽  | 混合雙打 | 嚴惠媛 | 冠軍   |
| 2019年 | 美國羽毛球公開賽           | 超級300賽  | 男子雙打 | 申白喆 | 冠軍   |
| 2019年 | 泰國羽毛球公開賽           | 超級500賽  | 男子雙打 | 申白喆 | 準決賽 |
| 2019年 | 秋田羽毛球大師賽           | 超級100賽  | 混合雙打 | 嚴惠媛 | 冠軍   |
| 2021年 | 法國羽毛球公開賽           | 超級750賽  | 男子雙打 | 申白喆 | 冠軍   |
| 2021年 | 印尼羽毛球大師賽           | 超級750賽  | 混合雙打 | 嚴惠媛 | 準決賽 |
| 2021年 | 印尼羽毛球公開賽           | 超級1000賽 | 混合雙打 | 嚴惠媛 | 準決賽 |
| 2022年 | 韓國羽毛球公開賽           | 超級500賽  | 混合雙打 | 嚴惠媛 | 亞軍   |
| 2024年 | 韓國羽毛球大師賽           | 超級300賽  | 混合雙打 | 嚴惠媛 | 準決賽 |

| 2007-2017年 | 首要超級賽 | 超級賽 | 黃金大獎賽 | 大獎賽 | 國際挑戰賽 | 國際系列賽 | 未來系列賽 | 其他 |

| 2018-2026年 | 總決賽 | 超級1000賽 | 超級750賽 | 超級500賽 | 超級300賽 | 超級100賽 | 國際挑戰賽 | 國際系列賽 | 未來系列賽 | 其他 |

### 世界冠軍頭銜
高成炫在羽毛球生涯中共奪得1項羽毛球世界冠軍頭銜。
| 賽事             | 奪冠次數 | 年份               |
| ---------------- | -------- | ------------------ |
| 世界羽毛球錦標賽 | 1        | 2014年（男子雙打） |
| 總計             | 1        |                    |

### 奧運會和世錦賽參賽紀錄
|          | 搭檔   | 2010 | 2011 | 2012       | 2013 | 2014 | 2015 | 2016 |
| -------- | ------ | ---- | ---- | ---------- | ---- | ---- | ---- | ---- |
| 男子雙打 | 柳延星 | 16強 | 亞軍 | 小組第三名 | －   | －   | －   | －   |
| 男子雙打 | 李龍大 | －   | －   | －         | 16強 | －   | －   | －   |
| 男子雙打 | 申白喆 | －   | －   | －         | －   | 冠軍 | 32強 | －   |
|          |        |      |      |            |      |      |      |      |
| 混合雙打 | 河貞恩 | 季軍 | －   | －         | －   | －   | －   | －   |
| 混合雙打 | 金荷娜 | －   | －   | －         | －   | 16強 | 8強  | 8強  |

## 主要对賽记录
高成炫與主要對手的對賽成績如下（只列出對賽三次或以上對手，截至2020年3月5日）：
男雙 - 申白喆
| 對手          | 對賽次數 | 對賽結果 | 對賽結果 | 總計 |
| 對手          | 對賽次數 | 勝       | 負       | 總計 |
| ------------- | -------- | -------- | -------- | ---- |
| 李龍大 柳延星 | 8        | 3        | 5        | -2   |
| 金基正 金沙朗 | 3        | 0        | 3        | -3   |

| 對手                              | 對賽次數 | 對賽結果 | 對賽結果 | 總計 |
| 對手                              | 對賽次數 | 勝       | 負       | 總計 |
| --------------------------------- | -------- | -------- | -------- | ---- |
| 嘉村健士 園田啟悟                 | 9        | 5        | 4        | +1   |
| 李俊慧 刘雨辰                     | 6        | 5        | 1        | +4   |
| 李勝木 蔡佳欣                     | 5        | 4        | 1        | +3   |
| 穆罕默德·阿赫桑 亨德拉·塞蒂亚万   | 5        | 2        | 3        | -1   |
| 弗拉基米尔·伊万诺夫 伊万·索松诺夫 | 4        | 4        | 0        | +4   |
| 陳宏麟 王齊麟                     | 4        | 3        | 1        | +2   |
| 吳蔚昇 陳蔚強                     | 4        | 1        | 3        | -2   |
| 傅海峰 张楠                       | 4        | 1        | 3        | -2   |
| 刘小龙 邱子瀚                     | 3        | 3        | 0        | +3   |
| 王懿律 张稳                       | 3        | 3        | 0        | +3   |
| 马奴·阿特里 苏密特·雷迪           | 3        | 3        | 0        | +3   |
| W·N·A·邦卡亚尼拉 阿迪·尤苏夫      | 3        | 2        | 1        | +1   |
| 柴飚 洪炜                         | 3        | 0        | 3        | -3   |
| G·M·费尔纳尔迪 马尔基斯·基多      | 3        | 1        | 2        | -1   |
| G·M·费尔纳尔迪 K·S·苏卡穆约       | 3        | 1        | 2        | -1   |

## 外部連結
- 高成炫在国际奥林匹克委员会的资料